# Mistrovství světa juniorů ve sportovním lezení 2015
Mistrovství světa juniorů ve sportovním lezení 2015 (anglicky: IFSC World Youth Championship) se uskutečnilo jako dvacátýtřetí ročník 28. srpna - 6. září v Arcu v lezení na obtížnost, rychlost a poprvé i v boulderingu. Do průběžného světového žebříčku juniorů se bodovalo třicet prvních závodníků v každé kategorii lezců od 14 do 19 let.

## Průběh MSJ
Domácí závodníci měli šestnáct finalistů a z toho sedm medailí.

### Češi na MSJ
Čeští závodníci zde nezískali medaili. Nejlépe skončil šestý Jan Kříž v lezení na rychlost v juniorské kategorii. Andrea Pokorná se těsně nedostala do semifinále mezi juniorkami v lezení na obtížnost a Jakub Konečný do finále na obtížnost v kategorii A. V kategorii B se nejlépe umístili šestý na rychlost Matěj Burian a sedmá Eliška Adamovská v obtížnosti.

### Výsledky juniorů a juniorek
| obtížnost              | obtížnost                   | rychlost              | rychlost                | bouldering              | bouldering                |
| ---------------------- | --------------------------- | --------------------- | ----------------------- | ----------------------- | ------------------------- |
| junioři                | juniorky                    | junioři               | juniorky                | junioři                 | juniorky                  |
| 1. Bernhard Röck       | 1. Anak Verhoeven           | 1. Georgy Artamonov   | 1. Patrycja Chudziak    | 1. Čon Džong-won        | 1. Staša Gejo             |
| 2. Jesse Grupper       | 2. Jessica Pilz             | 2. John Brosler       | 2. Yana Lugovenko       | 2. Nicolas Pelorson     | 2. Miho Nonaka            |
| 3. Keiičiró Korenaga   | 3. Julia Chanourdie         | 3. Maksim Diachkov    | 3. Jelena Markuševa     | 3. Anže Peharc          | 3. Jessica Pilz           |
|                        |                             |                       |                         |                         |                           |
| 4. Simon Lorenzi       | 4. Kajsa Rosén              | 4. Alessandro Santoni | 4. Aurelia Sarisson     | 4. Tomoa Narasaki       | 4. Margaux Pucheux        |
| 5. Sergej Bydtajev     | 5. Salomé Romain            | 5. Igor Barskii       | 5. Alexandra Elmer      | 5. Nathaniel Coleman    | 5. Chloé Caulier          |
| 6. Anže Peharc         | 6. Claudia Ghisolfi         | 6. Jan Kříž           | 6. Svetlana Motovilova  | 6. Sergej Skorodumov    | 6. Julijana Kruder        |
| 7. Júki Hada           | 7. Julia Fiser              | 7. Satrio Argo        | 7. Assel Marlenov       | —                       | —                         |
| 8. Tomoa Narasaki      | 8. Tjasa Kalan              | 8. Alexandr Šikov     | 8. Anastasiia Klochkova | —                       | —                         |
|                        |                             |                       |                         |                         |                           |
| 33. Martin Jech        | 39.-41. Andrea Pokorná      | —                     | 27. Andrea Pokorná      | 57. Štěpán Volf         | 44.-45. Andrea Pokorná    |
| 47. Štěpán Volf        | 39.-41. Veronika Scheuerová | —                     | —                       | 65.-78. Michal Běhounek | 49. Kateřina Kendíková    |
| 60. Denis Pail         | —                           | —                     | —                       | 65.-78. Adam Čéška      | 50.-52. Terezie Faflíková |
| 62.-63. Mikuláš Keller | —                           | —                     | —                       | 65.-78. Denis Pail      | —                         |
|                        |                             |                       |                         |                         |                           |
| 8 finalistů            | 8 finalistek                | 8 finalistů           | 8 finalistek            | 6 finalistů             | 6 finalistek              |
| 26 semifinalistů       | 26 semifinalistek           | 16 semifinalistů      | 16 semifinalistek       | 20 semifinalistů        | 20 semifinalistek         |
| 75 juniorů             | 51 juniorek                 | 40 juniorů            | 33 juniorek             | 78 juniorů              | 52 juniorek               |

## Výsledky chlapců a dívek v kategorii A
| obtížnost             | obtížnost             | rychlost                   | rychlost                | bouldering                 | bouldering                |
| --------------------- | --------------------- | -------------------------- | ----------------------- | -------------------------- | ------------------------- |
| chlapci               | dívky                 | chlapci                    | dívky                   | chlapci                    | dívky                     |
| 1. Sascha Lehmann     | 1. Janja Garnbret     | 1. Kostiantyn Pavlenko     | 1. Elma Fleuret         | 1. Jošijuki Ogata          | 1. Janja Garnbret         |
| 2. Stefano Carnati    | 2. Margo Hayes        | 2. Mehdi AliPourShenazandi | 2. Ekaterina Barashchuk | 2. Kai Harada              | 2. Margo Hayes            |
| 3. Hugo Parmentier    | 3. Aika Tadžima       | 3. Lev Rudatskiy           | 3. Elizaveta Ivanova    | 3. Hugo Parmentier         | 3. Asja Gollo             |
|                       |                       |                            |                         |                            |                           |
| 4. Minyoung Lee       | 4. Asja Gollo         | 4. Gian Luca Zodda         | 4. Grace McKeehan       | 4. Shawn Raboutou          | 4. Johanna Färber         |
| 5. Taito Nakagami     | 5. Grace McKeehan     | 5. Vladislav Myznikov      | 5. Darja Kanová         | 5. Jules Nicouleau Bourles | 5. Charlotte Andre        |
| 6. Vladislav Ševčenko | 6. Claire Buhrfeind   | 6. Fedor Trukhanov         | 6. Amanda Wooten        | 6. Arnaud Ansion           | 6. Grace McKeehan         |
| 7. Jošijuki Ogata     | 7. Ilaria Scolaris    | 7. Austin Hansel           | 7. Oleksandra Volkova   | —                          | —                         |
| 8. Kai Lightner       | 8. Michelle Hulliger  | 8. Carlos Granja           | 8. Anastasia Manuylova  | —                          | —                         |
|                       |                       |                            |                         |                            |                           |
| 9. Jakub Konečný      | 32. Veronika Šimková  | 28. Pavel Krutil           | —                       | 50.-54. Jakub Konečný      | 15. Veronika Šimková      |
| 44. Vojtěch Trojan    | 35. Eliška Vlčková    | 34. Adam Smiga             | —                       | 69.-94. Zbyšek Černohous   | 22. Eliška Vlčková        |
| 59. Jan Kendík        | 50. Michaela Matúšová | —                          | —                       | 69.-94. Vojtěch Trojan     | 41.-65. Michaela Matúšová |
| 60. Petr Kliger       | 55. Anna Šulcová      | —                          | —                       | —                          | 41.-65. Anna Šulcová      |
|                       |                       |                            |                         |                            |                           |
| 8 finalistů           | 8 finalistek          | 4/8 finalistů              | 4/8 finalistek          | 6 finalistů                | 6 finalistek              |
| 26 semifinalistů      | 26 semifinalistek     | 16 semifinalistů           | 16 semifinalistek       | 20 semifinalistů           | 23 semifinalistek         |
| 90 chlapců            | 68 dívek              | 46 chlapců                 | 32 dívek                | 94 chlapců                 | 65 dívek                  |

### Výsledky chlapců a dívek v kategorii B
| obtížnost                        | obtížnost             | rychlost              | rychlost                 | bouldering                    | bouldering              |
| -------------------------------- | --------------------- | --------------------- | ------------------------ | ----------------------------- | ----------------------- |
| chlapci                          | dívky                 | chlapci               | dívky                    | chlapci                       | dívky                   |
| 1. Sam Avezou                    | 1. Ašima Širaiši      | 1. Petr Zemliakov     | 1. Elisabetta Dallabrida | 1. Filip Schenk               | 1. Ašima Širaiši        |
| 2. Harold Peeters                | 2. Mia Krampl         | 2. Timur Yamaliev     | 2. Karina Gareeva        | 2. Keita Dohi                 | 2. Jelena Krasovská     |
| 3. Pietro Biagini                | 3. Laura Rogora       | 3. Leonardo Sandrin   | 3. Jelena Krasovská      | 3. Lukas Franckaert           | 3. Vita Lukan           |
|                                  |                       |                       |                          |                               |                         |
| 4. Léo Ferrera                   | 4. Brooke Raboutou    | 4. Gabriele Randi     | 4. Lucile Saurel         | 4. Nikolai Michurov           | 4. Natalia Grossman     |
| 5. Filip Schenk                  | 5. Jelena Krasovská   | 5. Cristian Dorigatti | 5. Jennifer Bonnet       | 5. David Piccolruaz           | 5. Brooke Raboutou      |
| 6. Mikel Asier Linacisoro Molina | 6. Viktoriia Meshkova | 6. Matěj Burian       | 6. Arabella Jariel       | 6. Juan Diego Romero Salguedo | 6. Urska Repusic        |
| 7. Kacura Koniši                 | 7. Eliška Adamovská   | 7. Roman Bozhko       | 7. Kateryna Kolmatsui    | —                             | —                       |
| 8. Pierre Le Cerf                | 8. Jani Zoraj         | 8. Andrey Yurin       | 8. Irina Varik           | —                             | —                       |
|                                  |                       |                       |                          |                               |                         |
| 54. Aleš Maršík                  | 39. Lenka Slezáková   | —                     | 20. Hana Křížová         | 39. Jakub Skočdopole          | 30. Sabina Večeřová     |
| 68. Radim Hejdušek               | 42. Sabina Večeřová   | —                     | —                        | 42.-43. Štěpán Pochman        | 38.-63. Eliška Kudrnová |
| —                                | 58. Tereza Kubátová   | —                     | —                        | —                             | 38.-63. Natálie Tuzová  |
|                                  |                       |                       |                          |                               |                         |
| 8 finalistů                      | 8 finalistek          | 4/8 finalistů         | 4/8 finalistek           | 6 finalistů                   | 6 finalistek            |
| 26 semifinalistů                 | 27 semifinalistek     | 16 semifinalistů      | 16 semifinalistek        | 20 semifinalistů              | 20 semifinalistek       |
| 78 chlapců                       | 77 dívek              | 33 chlapců            | 40 dívek                 | 67 chlapců                    | 63 dívek                |

### Medaile podle zemí
| pořadí | stát        | Zlatá medaile | Stříbrná medaile | Bronzová medaile | celkem |
| ------ | ----------- | ------------- | ---------------- | ---------------- | ------ |
| 1.     | Rusko       | 2             | 4                | 5                | 11     |
| 2.     | USA         | 2             | 4                | 0                | 6      |
| 3.     | Itálie      | 2             | 1                | 4                | 7      |
| 4.     | Francie     | 2             | 1                | 3                | 6      |
| 5.     | Slovinsko   | 2             | 1                | 2                | 5      |
| 6.     | Japonsko    | 1             | 3                | 2                | 6      |
| 7.     | Rakousko    | 1             | 1                | 1                | 3      |
| 7.     | Belgie      | 1             | 1                | 1                | 3      |
| 9.     | Ukrajina    | 1             | 1                | 0                | 2      |
| 10.    | Švýcarsko   | 1             | 0                | 0                | 1      |
| 10.    | Polsko      | 1             | 0                | 0                | 1      |
| 10.    | Srbsko      | 1             | 0                | 0                | 1      |
| 10.    | Jižní Korea | 1             | 0                | 0                | 1      |
| 14.    | Írán        | 0             | 1                | 0                | 1      |